# Exocentrus acutispina
Exocentrus acutispina es una especie de escarabajo longicornio perteneciente al género Exocentrus, categorizada en la tribu Exocentrini, de la subfamilia Lamiinae.
Mide 5-6 mm de longitud.

## Taxonomía
Se atribuye su descripción al entomólogo de origen francés Léon Marc Herminie Fairmaire, quien la citó por primera vez en 1881. La especie aparece registrada en la sección Essai sur les Coléoptères des îles Viti (Fidgi) Suite de Annales de la Société Entomologique de France, (6) 1: 461–492, publicada por Fairmaire Léon Marc Herminie en 1881.

## Distribución
Se distribuye por Oceanía, en Australia, en el estrecho de Torres y el estado de Queensland y en Papúa Nueva Guinea, en las islas de Entrecasteaux. También aparecen registros en Fiyi.